# Electra Bicycle Company
Electra Bicycle Company (ELECTRA) — компанія, що спеціалізується на виробництві міських велосипедів, підрозділ Trek Bicycle Company, була заснована у Вісті, штат Каліфорнія, в 1993 році. Творці компанії - Бен Бензигер і Джеано Ерфорт. 
Electra пропонує широкий вибір круїзерів, а також комфортних і гібридних велосипедів. В асортименті бренду можна знайти фірмові аксесуари, предмети одягу і запчастини для велосипеда.

## Історія
Бен Бензигер, громадянин Швейцарії, виріс в Посольстві Швейцарії в Західному Берліні, але завжди був захоплений Каліфорнією та активними видами спорту. Коли Бензигер був підлітком, він почав проектування та виготовлення сноубордів в Німеччині. Після отримання освіти у сфері графічного дизайну, він переїхав до Каліфорнії. У 1990 році, під час роботи на такі компанії, як К2 і Adidas, Бензигер заснував власну фірму – Проджект Дизайн. Спочатку він планував займатися виробництвом сноубордів і скейтборду, проте пізніше з'ясувалося, що цей ринок переповнений конкурентами, і Бензигер звернув свою увагу в бік велосипедів.
Як сказав Бензигер газеті San-Diego Union-Tribune: «Я виявив одну цікаву річ, коли спостерігав за велосипедистами в США: всі сприймають велосипед як вид спорту, але не як задоволення від простого пересування по місту. Мені захотілося показати, як можна використовувати велосипед в житті».

## Заснування компанії

новий бейдж велосипедів Electra

У той час на ринку майже не було представлено круїзерів. «Ти міг купити або Хаффи за $99 в Wal-Mart, або постаратися знайти підтриманий велосипед і відновити його, що дуже дорого», - згадує 1993 рік Джеано Эрфорт. Бензигер вирішив зайняти нішу стильних і доступних круїзерів для двадцятирічних і почав розробляти дизайн, що поєднує в собі класику і сучасні технології. Тоді ж Бензигер познайомився з Эрфортом, який продавав шматки Берлінської стіни. Эрфорт сказав, що він міг би продавати і велосипеди Бензигера, тому вони зібрали $30000 і заснували Electra Bicycle Company. 
Круїзери Electra проводилися на фабриці в Тайвані і двоє партнерів намагалися продати їх в велосипедні магазини. «Спочатку дилери сміялися над нами», - говорить Бензигер. «Але поступово люди почали усвідомлювати, що їм зовсім не потрібен гірський велосипед, щоб дістатися до продуктового магазину». Велосипедні салони почали брати круїзери Electra все більше. Сьогодні велосипеди Electra продаються по всій Європі, в США, Японії, Австралії і Росії.

## Велочоппери
У 2002 році компанія урізноманітнила свій продукт, представивши нову «Stream Ride» серію. Велосипеди цієї лінійки зберегли в собі традиції круїзера, але ввібрали дух автомобільної кастомних культури хот-род. Лінії рами стали більш перебільшеними, широко застосовувалося хромування, а у фарбувальних роботах стали використовувати більш складні принти з язиками полум'я, металевими деталями і дикими квітами. Electra запозичила деякі елементи у чоппера, наприклад, укорочені задні крила, гоночні сликовые шини і подовжені вилки. Моделі отримали справжні «хот-родовские» назви типу «Rockabilly Boogy» або «Rat Rod». 
Найяскравіше відображення кастомних автомобільної культури Electra продемонструвала в моделі «Rat Fink», створеної за ліцензії легендарного хот-роддера «Великого татка» Еда Рота. «Ми витратили багато часу на місцеві хот-род клуби, поки були в Каліфорнії», - розповідає Эрфорт газеті Tacoma News-Tribune. «Нам хотілося створити щось таке, що по достоїнству оцінять члени цього співтовариства». Химерно вигнута рама і отруйно-зелений колір велосипеда звернули на себе широку увагу преси, що залучило нових покупців. Навіть автомобільні ентузіасти стали купувати велосипеди Electra.

## Технологія Flat-Foot
У 2003 році компанія представила нову модель під назвою «Townie». Основним нововведенням цього велосипеда стала технологія «Flat Floot Technology».
Суть технології полягає в зміні геометрії рами таким чином, щоб місце кріплення каретки було винесено вперед, на відміну від традиційної конструкції рами, при якій візок встановлюється на перетині нижній і подседальной труби і нижніх пір'їв. Така конструкція дозволяє зберегти оптимальний кут згинання колін і забезпечити посадку з випрямленими ногами, спиною і шиєю. Вага наїзника зміщується в бік заднього колеса, м'язи рук велосипедиста розвантажуються, т.к. не спираються на кермо, а лише лягає зверху.
Знижена висота сідла щодо землі дозволяє наїзникові підстраховуватися від падінь і без зусиль виставляти ногу при зупинках без необхідності тягнутися і закладати велосипед на бік. Townie відмінно підходить для першого велосипеда, так як на ньому дуже легко і зручно кататися, а технологія Flat Foot назавжди позбавляє від страху падіння з велосипеда. «Велосипед повинен бути простий в управлінні і приносити задоволення», - говорить Бензигер.